# Kompienga
Kompienga è un dipartimento del Burkina Faso classificato come comune, situato nella Provincia omonima, facente parte della Regione dell'Est.
Il dipartimento si compone del capoluogo e di altri 16 villaggi: Bossoari, Bounou, Diabiga, Diamanga, Fanwargou, Kpankpaga, Kpinkankanti, Nabamboula, Nakiantanga, Ogagou, Pimpebougou, Pognoa-Sankoado, Pognoa-Tikonti, Tambibangou, Toukoudouga, Toutourgou.